# أرنب أوملتيمي
أرنب أوملتيمي[بحاجة لمصدر] (الإسم العلمي:Sylvilagus insonus)، هو نوع من الثدييات يتبع فصيلة الأرانب ضمن رتبة الأرنبيات. يتبع جنس أرانب قطنية الذيل، يستوطن بعض مناطق المكسيك، وهو نوع مهدد بالانقراض.